# Det 20. århundrede - De 100 mest betydningsfulde personer i Danmark
Bogen Det 20. århundrede – De 100 mest betydningsfulde personer i Danmark indeholder 100 artikler om 100 mennesker, som Connie Hedegaard og Claus Hagen Petersen finder de mest betydningsfulde i det 20. århundrede. Listen er selvfølgelig subjektiv og deres vurdering.
I forordet skriver de om udvælgelsen af de betydningsfulde mennesker i det 20. århundrede i Danmark: Kongehuset er ikke med, de står uden for konkurrence. Desuden skriver de, at valget er gjort for at give et indtryk af det 20. århundrede i Danmark.
De betydningsfulde personer er:
| - Kjeld Abell - H.N. Andersen - Vilhelm Andersen - Victor Andreasen - Erik Arup - Nina Bang - Karen Blixen - Niels Bohr - Victor Borge - Carl Brisson - Erik Bruhn - Suzanne Brøgger - Henrik Cavling - Inger Christensen - J.C. Christensen - John Christmas Møller - Carl Th. Dreyer - Thorvald Ellegaard - J.C. Hansen Ellehammer - Paul Elvstrøm | - Anker Engelund - Johannes Fibiger - Niels Finsen - Wilhelm Freddie - Jacob Gade - Mogens Glistrup - Vilhelm Hammershøi - Gunnar "Nu" Hansen - Hans Hedtoft - Piet Hein - Osvald Helmuth - Poul Henningsen - Emil Holm - Ragnhild Hveger - Bodil Ipsen - Arne Jacobsen - Robert Jacobsen - Frode Jakobsen - Eiler Jensen - Johannes V. Jensen | - Thit Jensen - Niels Jerne - Asger Jorn - Per Kampmann - Henrik Kauffmann - Naser Khader - Godtfred Kirk Christiansen - Per Kirkeby - Bodil Kjer - Hal Koch - Erland Kops - Morten Korch - Jens Otto Krag - Thorkil Kristensen - Tom Kristensen - August Krogh - Harald Lander - Aksel Larsen - Henning Larsen - Kim Larsen | - Poul Larsen - Michael Laudrup - Otto Leisner - Vilhelm Lundstrøm - Leo Mathisen - Lauritz Melchior - Erik Mortensen - Richard Mortensen - Elna Munch - Peter Munch - Kaj Munk - Arnold Peter Møller - Mærsk Mc-Kinney Møller - Betty Nansen - Martin Andersen Nexø - Asta Nielsen - Carl Nielsen - Kai Normann Andersen - Lise Nørgaard - Per Nørgård | - Børge Outze - Dirch Passer - Henrik Pontoppidan - Knud Rasmussen - Ebbe Kløvedal Reich - Poul Reumert - Erik Scavenius - Aksel Schiøtz - Poul Schlüter - Erik Ib Schmidt - Ib Schønberg - Simon Spies - Thorvald Stauning - K.K. Steincke - Storm P. - Lars von Trier - Jørn Utzon - Liva Weel - J.F. Willumsen - Jeppe Aakjær |